# Leandra dasytricha
Leandra dasytricha là một loài thực vật có hoa trong họ Mua. Loài này được (A. Gray) Cogn. mô tả khoa học đầu tiên năm 1886.